# José II do Sacro Império Romano-Germânico
José II (em latim: Iosephus II; Viena, 13 de março de 1741 – Viena, 20 de fevereiro de 1790) foi o Imperador Romano-Germânico e Arquiduque da Áustria de 1765 até sua morte, além de Rei da Hungria, Croácia e Boêmia a partir de 1780. Era o filho mais velho da imperatriz Maria Teresa e seu marido o imperador Francisco I.
Em 1760, casou-se com Isabel de Parma, eles tiveram duas filhas que morreram jovens e Isabel faleceu três anos depois do casamento. Sua mãe obrigou-o a casar-se com Maria Josefa da Baviera, que morreu em 1767, sem dar um filho a José.

## Início de vida

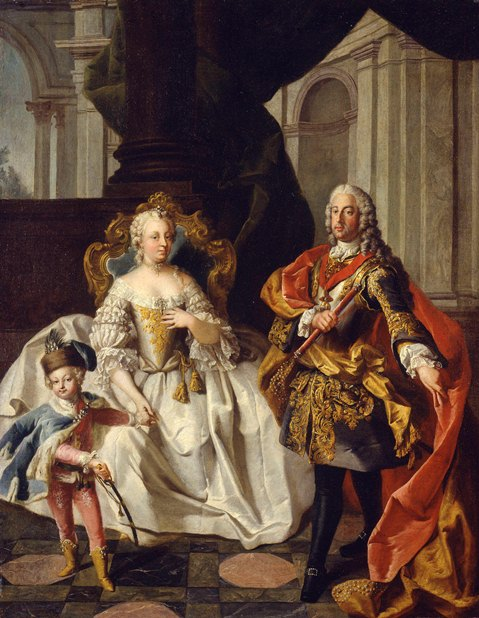
O arquiduque José com os seus pais,
Por Franz Xaver Karl Palko, 1747

José nasceu no meio dos primeiros levantes da Guerra da Sucessão Austríaca. Sua educação formal foi fornecida através dos escritos de Voltaire e dos enciclopedistas, e pelo exemplo de seu contemporâneo (e às vezes rival) rei Frederico II da Prússia. Seu treinamento prático foi conferido por funcionários do governo, que foram instruídos a instruí-lo nos detalhes mecânicos da administração dos numerosos estados que compunham os domínios austríacos e o Sacro Império Romano.

## Casamentos e filhos

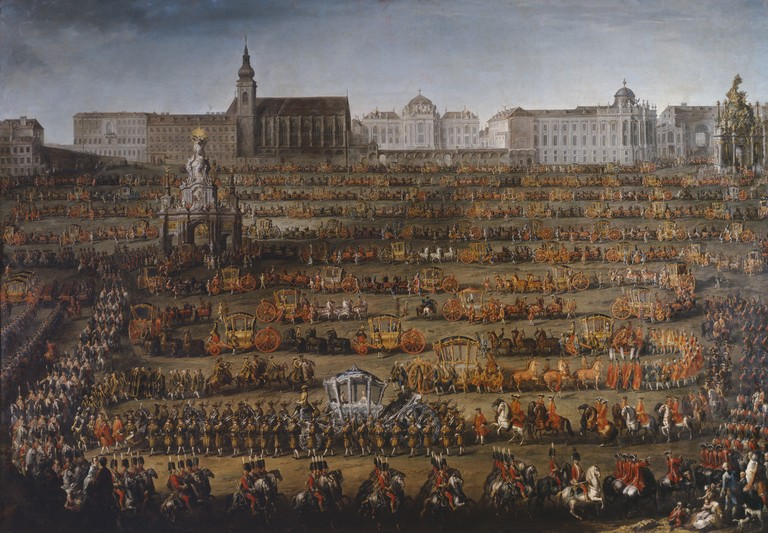
A chegada de Isabel de Parma em Viena para a ocasião de seu casamento
Martin van Meytens, 1760. No Palácio de Schönbrunn

José casou-se com Princesa Isabel de Parma em outubro de 1760, uma união formada para reforçar o pacto defensivo de 1756 entre a França e a Áustria. (A mãe da noiva, a princesa Luísa Isabel era a filha mais velha do rei da França. O pai de Isabel era Filipe, Duque de Parma.) José amava sua esposa, Isabel, achando-a estimulante e encantadora, e ela procurou com especial cuidado cultivar seu favor e carinho. Isabel também encontrou uma melhor amiga e confidente na irmã de seu marido, Maria Cristina, Duquesa de Teschen.
O casamento de José e Isabel resultou no nascimento de uma filha, Maria Teresa. Isabel estava com medo da gravidez e morte precoce, em grande parte resultado da perda precoce de sua mãe. A gravidez dela provou ser especialmente difícil, pois ela sofria de sintomas de dor, doença e melancolia durante e depois, embora José a atendesse e tentasse consolá-la. Ela permaneceu acamada por seis semanas após o nascimento de sua filha. Quase imediatamente depois de sua recém-descoberta paternidade, o casal sofreu dois abortos consecutivos (uma provação particularmente difícil para Isabel) seguida rapidamente por outra gravidez. A gravidez estava novamente provocando melancolia, medos e pavor em Isabel. Em novembro de 1763, grávida de seis meses, Isabel adoeceu de varíola e entrou em trabalho de parto prematuro, resultando no nascimento de sua segunda filha, a arquiduquesa Maria Cristina, que morreu pouco depois de nascer. Progressivamente doente com varíola e tensa por parto súbito e tragédia, Isabel morreu na semana seguinte. A perda de sua amada esposa e de sua filha recém-nascida foi devastadora para José, depois do que ele se sentiu profundamente relutante em se casar novamente, embora ele amasse a sua filha e permanecesse um pai devotado a Maria Teresa.

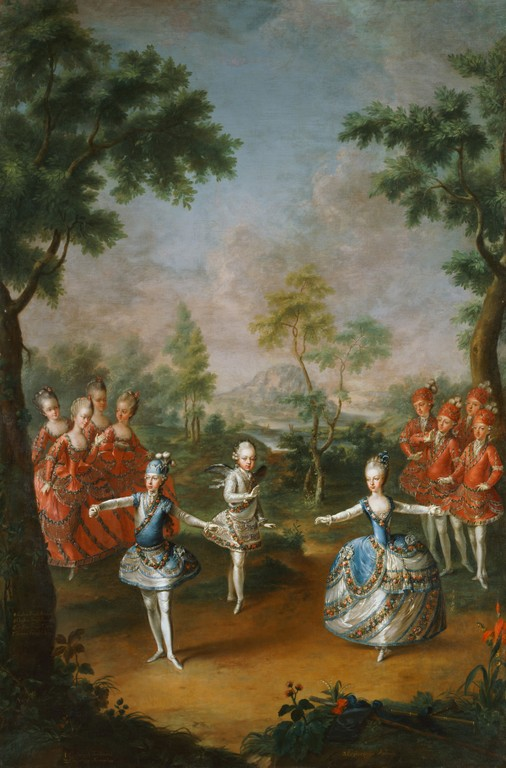
Festa organizada para celebrar o casamento do imperador José II com a princesa Maria Josefa da Baviera. As figuras centrais são os três irmãos mais novos de José, da esquerda para a direita, o arquiduque Fernando como o noivo, o arquiduque Maximiliano Francisco como Cupido e a arquiduquesa Maria Antônia como a noiva.

Por razões políticas, e sob constante pressão, em 1765, ele cedeu e casou com sua prima em segundo grau, a princesa Maria Josefa da Baviera, filha de Carlos VII do Sacro Império Romano-Germânico, e a arquiduquesa Maria Amália da Áustria. Esse casamento se mostrou extremamente infeliz, embora breve, já que durou apenas dois anos. Embora Maria Josefa amasse seu marido, ela se sentia tímida e inferior em sua companhia. Na falta de interesses ou prazeres comuns, o relacionamento oferecia pouco para José, que confessou que não sentia amor (nem atração) por ela em troca. Adaptou-se distanciando-se de sua esposa a ponto de evitar quase totalmente, vendo-a apenas nas refeições e depois de se recolher na cama. Maria Josefa, por sua vez, sofreu considerável miséria ao se ver trancada em uma união fria e sem amor. Quatro meses após o segundo aniversário de seu casamento, Maria Josefa adoeceu e morreu de varíola. José não a visitou durante sua doença nem compareceu ao seu funeral, embora mais tarde tenha expressado arrependimento por não ter-lhe mostrado mais gentileza, respeito ou calor.
José nunca se casou novamente. Em 1770, a única filha sobrevivente de José, Maria Teresa, de sete anos, ficou doente de pleurisia e morreu. A perda de sua filha foi profundamente traumática para ele e o deixou aflito e marcado pela dor. Na falta de filhos, José II foi finalmente sucedido por seu irmão mais novo, que se tornou Leopoldo II.

## Reinado
Com a morte do pai, em 1765, recebeu o título de Imperador Romano-Germânico, mas só exerceu plenamente o poder depois da morte de sua mãe em 1780, tendo praticado com ela a co-regência. Durante o período da co-regência dedicou-se a viajar pelos estados austríacos e pelo estrangeiro. Entre as primeiras reformas que empreendeu encontra-se a centralização administrativa do império através da supressão dos órgãos colegiais e da criação de uma chancelaria com vastos poderes.
Na economia, José II praticou políticas próximas do colbertismo. Procedeu-se a um cadastro das terras, construiu-se uma rede de estradas e fomentaram-se as indústrias, sobretudo na Boêmia. Através do Édito de Tolerância de 1781, concedeu a liberdade de culto a todos os cristãos, embora os protestantes não obtivessem todos os direitos. Os judeus deixaram de ser obrigados de trazer sinais distintivos nas roupas e puderam frequentar as universidades. No campo da diplomacia fez uma aliança com Catarina II da Rússia contra os turcos, mas José fracassou nos intentos de os derrotar.
Apesar de muito apegado ao catolicismo, não hesitou em colocar a Igreja sob sua autoridade, exercendo uma política religiosa autônoma de Roma que ficou conhecida por josefismo.
Suprimiu as ordens contemplativas e vendeu os bens destas em proveito das obras assistenciais (1781), fez com que os clérigos seculares se tornassem funcionários civis e instituiu seminários estatais. Limitou o culto das relíquias, os feriados e as peregrinações.
Na área social, José II aboliu a servidão (novembro de 1781) e a tortura (1785). Fundou novos hospitais, asilos e orfanatos. A educação passou a ser encarada como responsabilidade do Estado, tendo sido decretado em 1773 o ensino primário obrigatório.
O alemão tornou-se língua obrigatória no império em 1784.
As suas reformas viriam a provocar descontentamento entre os nobres da Hungria e entre o clero, pelo que José teve que recuar em alguns aspectos. A orientação centralizadora que imprimiu ao Estado provocou a revolta dos Países Baixos Austríacos. O seu sucessor, o seu irmão Leopoldo II, viria mesmo a abandonar muitas dessas reformas.

## Descendência
- Maria Teresa (20 de março de 1762 – 23 de janeiro de 1770), morreu aos 7 anos de pleurisia.
- Maria Cristina (22 de novembro de 1763).

## Representações na cultura
José II foi contemporâneo do compositor Wolfgang Amadeus Mozart e é representado no filme Amadeus, baseado no romance de Peter Shaffer.